# Xã Nunda, Michigan
Xã Nunda (tiếng Anh: Nunda Township) là một xã thuộc quận Cheboygan, tiểu bang Michigan, Hoa Kỳ. Năm 2010, dân số của xã này là 1.042 người.